# Towarzystwo Rolnicze dla Księstwa Cieszyńskiego

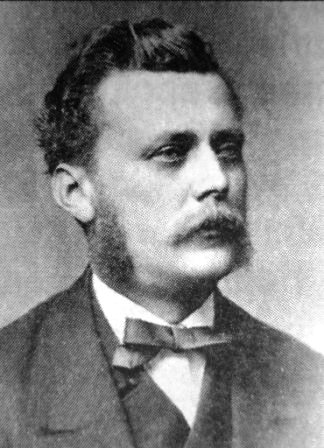
Jerzy Cienciała - inicjator, założyciel, wieloletni prezes oraz członek honorowy Towarzystwa Rolniczego dla Księstwa Cieszyńskiego

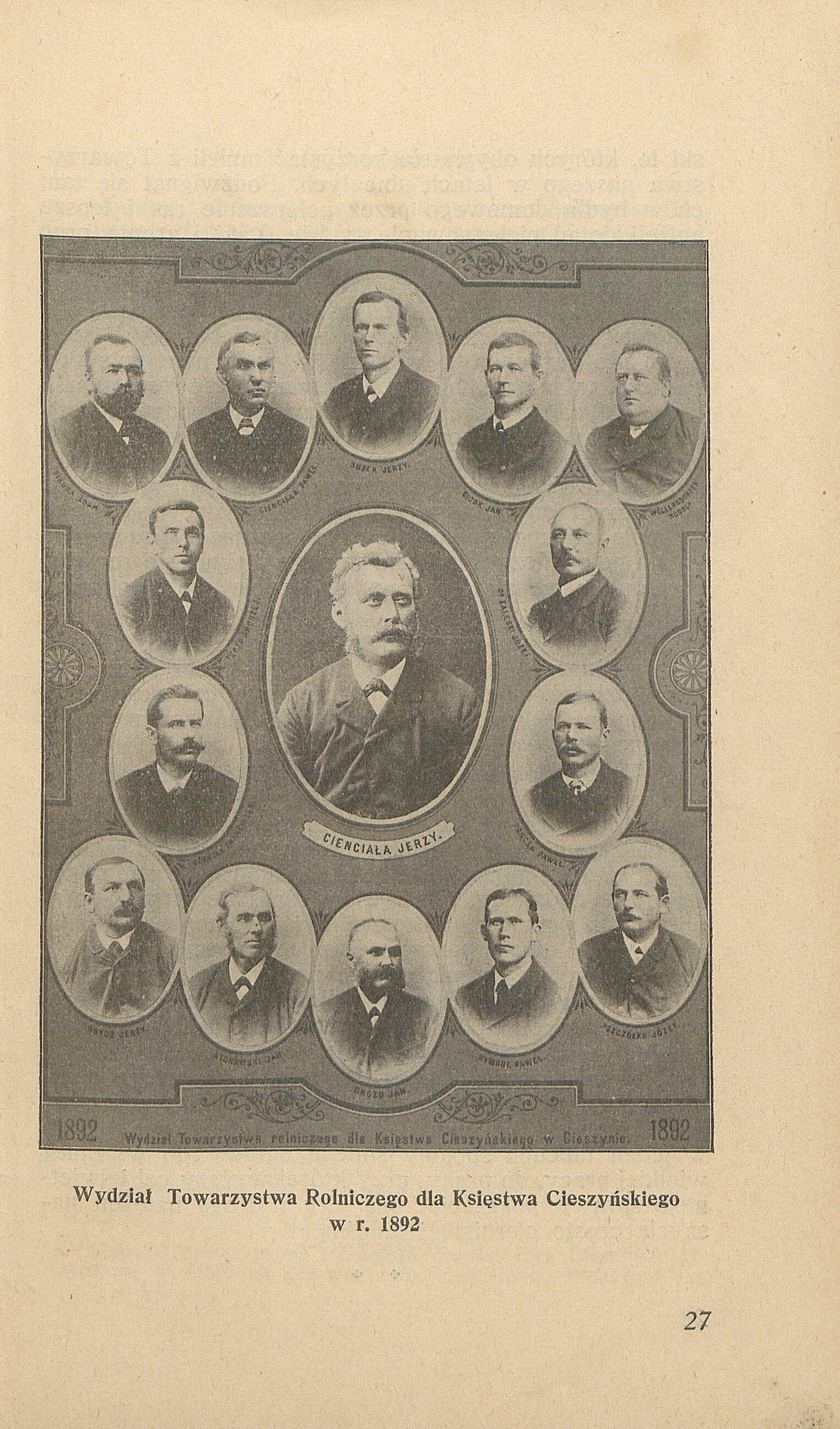
Wydział Towarzystwa Rolniczego w 1892 r.

Towarzystwo Rolnicze dla Księstwa Cieszyńskiego – polskie towarzystwo rolnicze założone w 1868 w Cieszynie na Śląsku Cieszyńskim .

## Historia
Pierwsze zebranie poświęcone sprawie założenia Towarzystwa Rolniczego odbyło się na 6 lat przed formalnym założeniem 15 lutego 1862 w nowo założonej czytelni ludowej w Cieszynie. W zebraniu tym wzięło udział 40 znaczniejszych gospodarzy z okolicy, którzy zamierzali powołać do życia Towarzystwo Rolnicze. Wybrano komitet, który miał ułożyć statut i poczynić wszelkie wstępne kroki. W jego skład weszli: Jan Goszek z Żukowa, ks. Andrzej Źlik z Cieszyna, dr Klucki, ówczesny burmistrz Cieszyna, Jan Matuszek, rolnik z Olbrachcic oraz dr Andrzej Cinciała, notariusz w Cieszynie.
Już na tym pierwszym spotkaniu problemem okazał się język polski uczestników. Ksiądz Andrzej Źlik postulował aby obrady prowadzono w języku niemieckim czemu sprzeciwił się Jerzy Cienciała. Incydent opisał w pamiętnikach:
Ks. Źlik zastępował bardzo uparcie stronę niemiecką. Wreszcie zgodzono się na taką redakcję § 8 statutu. Każdemu członkowi wolno używać przy obradach języków krajowych. Gdy jednak Towarzystwo głównie ma na celu podniesienie gospodarstwa wiejskiego i szerzenie nauk w związku z niem będących, co z korzyścią jedynie w języku narodowym nastąpić może, lud zaś wiejski przeważnie jest polski, dlatego te okoliczności przy obradach uwzględnione a wszelkie czynności Towarzystwa w polskim języku prowadzone i ogłaszane być mają. 
.
Oprócz miejscowych germanofilów tendencje germanizacyjne okazała administracja. Po przesłaniu statutów towarzystwa Rząd krajowy w Opawie odmówił ich zatwierdzenia, podając jako powód, że równocześnie ma zostać utworzone w Opawie Towarzystwo rolnicze, które obejmie swoją działalnością cały Śląsk, a więc oddzielne Towarzystwo w Cieszynie nie ma racji bytu.
Procedury założenia organizacji przedłużały się i przyspieszyły dopiero 5. lat później po wydaniu w Monarchii Austro-Węgierskiej 15 listopada 1867 nowej ustawy o stowarzyszeniach liberalizującej formalności. Powstanie polskiej organizacji rolniczej na Śląsku Cieszyńskim oficjalnie ogłosił Jerzy Cieńciała w 28 numerze Gwiazdki Cieszyńskiej z 1868. Ze względów politycznych proces jej legalizacji trwał 6 lat od zainicjowania w 1862.
W dniu 25. lipca 1868 na skutek powyższej odezwy w lokalu Czytelni ludowej w Cieszynie odbyło się kolejne zebranie organizacyjne, na którym było obecne ponad 70 osób. Mowę wstępną wygłosił Andrzej Kotula notariusz z Cieszyna, którego wybrano sekretarzem organizacji.
Statut towarzystwa rolniczego zatwierdzony został przez Cesarsko królewski rząd krajowy w Opawie 25 czerwca 1869. Pierwsze walne zebranie Towarzystwa Rolniczego dla Księstwa Cieszyńskiego odbyło się 7. sierpnia 1869.

## Zarząd i członkowie
Na pierwszym zebraniu w 1868 wybrano zarząd. Przewodniczącym został Paweł Wałach z Rakowca, a później Ludwik Klucki. W skład pierwszego komitetu weszli również:
- Jerzy Cieńciała z Mistrzowic,
- Paweł Wałach z Rakowca,
- Andrzej Kotula, notariusz z Cieszyna,
- Jan Śliwka, nauczyciel z Cieszyna,
- Jan Górniak, dzierżawca dóbr z Hażlacha,
- Franciszek Obtułowicz, hutmistrz z Trzyńca,
- Jan Glajcar z Sibicy,
- Jan Stonawski młodszy z Lesznej,
- Jan Gaszek z Żukowa,
- Dr Ludwik Klucki, adwokat i burmistrz Cieszyna,
- Józef Dostał, buchalter z Suchej,
- Adam Cichy, nauczyciel z Ligotki,
- Andrzej Tomanek, burmistrz z Sibicy,
- Ferdynand Biederman, rządca dóbr w Stanisławicach.

### Członkowie honorowi
Do 1920 :
- - Ks. dr Leopold Otto - pastor w Warszawie.
  - Baron Zdenko Sedlnicki - Pan na Bilowcu.
  - Dr Adam Kulisz - dyr. szkoły rol. w Ober-Hermsdorf.
  - Andrzej Nowaczek - prof. szkoły rolniczej w Kaaden.
  - Ignacy Żółkowski - obywatel w Krakowie.
  - Baron Ernst Sedlnicki - właściciel dóbr Jeżkowice.
  - Jerzy Cieńciała - rolnik, Mistrzowice, poseł i prezes T. R.
  - Ks. Franciszek Michejda - senior zborów ew. w Nawsiu.
  - Ks. Józef Londzin - poseł w Cieszynie.
  - Dr Jan Michejda - prezydent Rządu krajowego w Cieszynie.
  - Józef Zaleski - prezes Tow. Rolniczego w Cieszynie.

Od 1920:
- - Andrzej Teper - rolnik w Żukowie Dolnym.
  - Leon Malhomme - wicewojewoda w Katowicach.
  - Karol Buzek - rolnik w Końskiej.
  - Paweł Kajzar - rolnik w Kojkowicach.